# KF Besëlidhja Priština
KF Besëlidhja kosovski je nogometni klub iz Prištine. U sezoni 2016./17. plasirao se na 14. mjesto (od 15) u skupini B 3. ranga i ispao. Od tada se natječe u regionalnim prvenstvima.
Dok se natjecao u jugoslavenskim nogometnim ligama bio je poznat kao FK Besljdhja.

## O klubu
Klub je osnovan 1956. godine. Posljednji put u Superligi Kosova bio je u sezoni 2000./01. kada su ispali. Najbolji položaj kluba bio je u sezoni 1994./95. kada je završio na drugom mjestu. 